# Выборы в Законодательное собрание Красноярского края (2011)
Выборы в Законодательное собрание Красноярского края второго созыва прошли в Единый день голосования 4 декабря 2011 года по смешанной избирательной системе: из 52 депутатов 26 депутатов избирались по партийным спискам по пропорциональной системе (заградительный барьер составлял 5 %) и 26 депутатов по одномандатным и двухмандатным округам по мажоритарной системе. Одновременно проходили выборы в государственную думу.

## Подготовка
30 августа 2011 года Законодательное Собрание Красноярского края назначило дату выборов на 4 декабря 2011 года. Это раньше, чем срок окончания работы Законодательного Собрания I созыва. Инициатива проведения выборов именно в этот день принадлежала комитету по госстроительству, местному самоуправлению и развитию институтов гражданского общества.

## Избирательная система
Численность депутатов собрания 52, 26 депутатов избиралось по партспискам с 5 % заградительным барьером, 22 по одномандатным округам на территории края, за исключением территорий Эвенкийского и Таймырского муниципальных районов. От них избиралось 4 депутата, по 2 от каждого района.
Предельный размер расходов избирательного фонда кандидата по мажоритарному округу составлял 8 миллионов рублей, партийного списка — 170 миллионов. Непарламентские партии и самовыдвиженцы представляли для регистрации подписи в количестве 2 % от числа избирателей.

## Участники
| Партия              | Первая «тройка» |
| ------------------- | --- |
| Справедливая Россия | депутат Госдумы РФ Валерий Зубов, депутаты Законодательного Собрания Николай Трикман и Олег Пащенко |
| ЛДПР                | Владимир Жириновский, зам. гендиректора ООО «Форвард» москвич Дмитрий Носов, помощник депутата Государственной Думы Артем Черных |
| Единая Россия       | губернатор края Лев Кузнецов, спикер Законодательного Собрания Александр Усс, ведущий научный сотрудник Института биофизики Сибирского отделения РАН Екатерина Шишацкая                                                                                   |
| Правое дело         | депутат Законодательного Собрания Владислав Королев, председатель комитета по здравоохранению, спорту и туризму Законодательного Собрания Сергей Натаров, гендиректор ООО «Канская табачная фабрика» Александр Бойченко                                   |
| КПРФ                | первый секретарь крайкома депутат Законодательного Собрания Пётр Медведев, председатель постоянной комиссии Законодательного Собрания по экономической политике и собственности Всеволод Севастьянов, депутат Законодательного Собрания Валерий Сергиенко |

## Результаты выборов

### Списки партий
| Партия                      | Партия                     | Голоса    | % голосов | Мест по списку | Мест по округам | Мест всего |
| --------------------------- | -------------------------- | --------- | --------- | -------------- | --------------- | ---------- |
|                             | Единая Россия              | 397 510   | 36,86 %   | 11             | 22              | 33         |
|                             | КПРФ                       | 255 211   | 23,66 %   | 6              | 2               | 8          |
|                             | Справедливая Россия        | 193 393   | 17,93 %   | 5              | 0               | 5          |
|                             | ЛДПР                       | 188 533   | 17,48 %   | 4              | 0               | 4          |
| Заградительный барьер — 5 % |                            |           |           |                |                 |            |
|                             | Правое дело                | 18 564    | 1,72 %    | 0              | 0               | 0          |
|                             | самовыдвиженцы             | -         | -         | -              | 2               | 2          |
| Недействительные бюллетени  | Недействительные бюллетени | 25 303    |           |                |                 |            |
| Всего голосов:              | Всего голосов:             | 1 078 514 | 100,00 %  | 26             | 26              | 52         |

### Одномандатные и двухмандатные округа

#### Ленинский одномандатный округ № 1
| Партия                     | Партия                     | Кандидат                     | Голоса | % голосов |
| -------------------------- | -------------------------- | ---------------------------- | ------ | --------- |
|                            | Единая Россия              | Фокин Владимир Александрович | 17212  | 37,17 %   |
|                            | Справедливая Россия        | Селезнев Андрей Валерьевич   | 9631   | 20,80 %   |
|                            | КПРФ                       | Штуров Александр Николаевич  | 8422   | 18,19 %   |
|                            | ЛДПР                       | Подоляк Наталия Михайловна   | 6730   | 14,53 %   |
|                            | самовыдвижение             | Зимарева Елена Владимировна  | 2567   | 5,54 %    |
| Недействительные бюллетени | Недействительные бюллетени | Недействительные бюллетени   | 1746   |           |
| Всего голосов:             | Всего голосов:             | Всего голосов:               | 46308  | 100,00 %  |

Явка избирателей: 46,43 %.

#### Кировский одномандатный округ № 2
| Партия                     | Партия                     | Кандидат                         | Голоса | % голосов |
| -------------------------- | -------------------------- | -------------------------------- | ------ | --------- |
|                            | Единая Россия              | Клешко Алексей Михайлович        | 25442  | 55,76 %   |
|                            | КПРФ                       | Тамоев Роман Телманович          | 7517   | 16.48 %   |
|                            | Справедливая Россия        | Литвинов Константин Владимирович | 5476   | 12.00 %   |
|                            | ЛДПР                       | Притуляк Денис Геннадьевич       | 3777   | 8.28 %    |
|                            | самовыдвижение             | Козырис Сергей Владимирович      | 1861   | 4.08 %    |
| Недействительные бюллетени | Недействительные бюллетени | Недействительные бюллетени       | 1551   |           |
| Всего голосов:             | Всего голосов:             | Всего голосов:                   | 45624  | 100,00    |

Явка избирателей: 48,29 %.

#### Свердловский одномандатный округ № 3
| Партия                     | Партия                     | Кандидат                         | Голоса | % голосов |
| -------------------------- | -------------------------- | -------------------------------- | ------ | --------- |
|                            | Единая Россия              | Матюшенко Анатолий Иванович      | 13029  | 29,18 %   |
|                            | Справедливая Россия        | Антипина Ирина Рэмовна           | 11556  | 25,89 %   |
|                            | КПРФ                       | Михалева Нина Ивановна           | 11150  | 24,98 %   |
|                            | ЛДПР                       | Побилат Денис Петрович           | 5513   | 12,35 %   |
|                            | самовыдвижение             | Бурдакин Станислав Александрович | 1588   | 3,56 %    |
| Недействительные бюллетени | Недействительные бюллетени | Недействительные бюллетени       | 1807   |           |
| Всего голосов:             | Всего голосов:             | Всего голосов:                   | 44643  | 100,00    |

Явка избирателей: 44,46 %.

#### Октябрьский одномандатный округ № 4
| Партия                     | Партия                     | Кандидат                    | Голоса | % голосов |
| -------------------------- | -------------------------- | --------------------------- | ------ | --------- |
|                            | самовыдвижение             | Быков Анатолий Петрович     | 32053  | 61,50 %   |
|                            | КПРФ                       | Илюшин Евгений Олегович     | 5889   | 11,30 %   |
|                            | Единая Россия              | Ладыженко Сергей Николаевич | 5367   | 10,30 %   |
|                            | Справедливая Россия        | Уашев Эдуард Мантаевич      | 3911   | 7,50 %    |
|                            | ЛДПР                       | Мальчиков Евгений Сергеевич | 3557   | 6,83 %    |
| Недействительные бюллетени | Недействительные бюллетени | Недействительные бюллетени  | 1338   |           |
| Всего голосов:             | Всего голосов:             | Всего голосов:              | 52115  | 100,00    |

Явка избирателей: 48,83 %.

#### Железнодорожный одномандатный округ № 5
| Партия                     | Партия                     | Кандидат                        | Голоса | % голосов |
| -------------------------- | -------------------------- | ------------------------------- | ------ | --------- |
|                            | Единая Россия              | Усс Александр Викторович        | 22808  | 45,53 %   |
|                            | КПРФ                       | Сорокин Игорь Васильевич        | 10955  | 21,87 %   |
|                            | Справедливая Россия        | Кострыкин Георгий Михайлович    | 9944   | 19,85 %   |
|                            | ЛДПР                       | Савватеев Александр Григорьевич | 4668   | 9,32 %    |
| Недействительные бюллетени | Недействительные бюллетени | Недействительные бюллетени      | 1719   |           |
| Всего голосов:             | Всего голосов:             | Всего голосов:                  | 50094  | 100,00    |

Явка избирателей: 47,19 %.

#### Центральный одномандатный округ № 6
| Партия                     | Партия                     | Кандидат                      | Голоса | % голосов |
| -------------------------- | -------------------------- | ----------------------------- | ------ | --------- |
|                            | Единая Россия              | Швыткин Юрий Николаевич       | 21636  | 41,80 %   |
|                            | Справедливая Россия        | Пащенко Евгений Анатольевич   | 11327  | 21,88 %   |
|                            | КПРФ                       | Бондаренко Сергей Анатольевич | 8991   | 17,37 %   |
|                            | ЛДПР                       | Сергиенко Янис Вадимович      | 5337   | 10,31 %   |
|                            | самовыдвижение             | Зверев Максим Викторович      | 2695   | 5,21 %    |
| Недействительные бюллетени | Недействительные бюллетени | Недействительные бюллетени    | 1775   |           |
| Всего голосов:             | Всего голосов:             | Всего голосов:                | 51761  | 100,00    |

Явка избирателей: 47,56 %.

#### Советский одномандатный округ № 7
| Партия                     | Партия                     | Кандидат                      | Голоса | % голосов |
| -------------------------- | -------------------------- | ----------------------------- | ------ | --------- |
|                            | самовыдвижение             | Добровольская Марина Ивановна | 29588  | 59,11 %   |
|                            | КПРФ                       | Роженцов Павел Сергеевич      | 5682   | 11,35 %   |
|                            | самовыдвижение             | Усаков Валерий Иосифович      | 5484   | 10,96 %   |
|                            | Единая Россия              | Баталов Александр Алексеевич  | 4545   | 9,08 %    |
|                            | ЛДПР                       | Нартов Андрей Сергеевич       | 3303   | 6,60 %    |
| Недействительные бюллетени | Недействительные бюллетени | Недействительные бюллетени    | 1451   |           |
| Всего голосов:             | Всего голосов:             | Всего голосов:                | 50053  | 100,00    |

Явка избирателей: 45,13 %.

#### Железногорский одномандатный округ № 8
| Партия                     | Партия                     | Кандидат                    | Голоса | % голосов |
| -------------------------- | -------------------------- | --------------------------- | ------ | --------- |
|                            | Единая Россия              | Гаврилов Петр Михайлович    | 22246  | 43,56 %   |
|                            | ЛДПР                       | Кулеш Алексей Викторович    | 8767   | 17,17 %   |
|                            | КПРФ                       | Шевченко Вадим Сергеевич    | 7338   | 14,37 %   |
|                            | самовыдвижение             | Баховцев Геннадий Яковлевич | 4611   | 9,03 %    |
|                            | Справедливая Россия        | Шаранов Сергей Геннадьевич  | 4584   | 8,98 %    |
|                            | самовыдвижение             | Блинов Андрей Сергеевич     | 1900   | 3,72 %    |
| Недействительные бюллетени | Недействительные бюллетени | Недействительные бюллетени  | 1618   |           |
| Всего голосов:             | Всего голосов:             | Всего голосов:              | 51064  | 100,00    |

Явка избирателей: 52,81 %.

#### Березовский одномандатный округ № 9
| Партия                     | Партия                     | Кандидат                    | Голоса | % голосов |
| -------------------------- | -------------------------- | --------------------------- | ------ | --------- |
|                            | Единая Россия              | Данильченко Юрий Михайлович | 16505  | 38,73 %   |
|                            | Справедливая Россия        | Крайник Ирина Альбертовна   | 10103  | 23,71 %   |
|                            | самовыдвижение             | Рыгин Павел Игоревич        | 6827   | 16,02 %   |
|                            | ЛДПР                       | Черных Артем Анатольевич    | 6823   | 16,01 %   |
| Недействительные бюллетени | Недействительные бюллетени | Недействительные бюллетени  | 2354   |           |
| Всего голосов:             | Всего голосов:             | Всего голосов:              | 42612  | 100,00    |

Явка избирателей: 45,02 %.

#### Емельяновский одномандатный округ № 10
| Партия                     | Партия                     | Кандидат                    | Голоса | % голосов |
| -------------------------- | -------------------------- | --------------------------- | ------ | --------- |
|                            | Единая Россия              | Гольдман Роман Геннадьевич  | 21121  | 43,09 %   |
|                            | Справедливая Россия        | Манакова Эльвира Генриховна | 10140  | 20,69 %   |
|                            | КПРФ                       | Думанский Андрей Николаевич | 8361   | 17,06 %   |
|                            | ЛДПР                       | Телин Виталий Геннадьевич   | 5324   | 10,86 %   |
|                            | самовыдвижение             | Карелин Александр Олегович  | 2115   | 4,32 %    |
| Недействительные бюллетени | Недействительные бюллетени | Недействительные бюллетени  | 1953   |           |
| Всего голосов:             | Всего голосов:             | Всего голосов:              | 49014  | 100,00    |

Явка избирателей: 51,46 %.

#### Ачинский одномандатный округ № 11
| Партия                     | Партия                     | Кандидат                         | Голоса | % голосов |
| -------------------------- | -------------------------- | -------------------------------- | ------ | --------- |
|                            | КПРФ                       | Седов Владимир Сергеевич         | 15338  | 30,15 %   |
|                            | Справедливая Россия        | Любкин Юрий Александрович        | 14389  | 28,29 %   |
|                            | Единая Россия              | Сухотин Игорь Валентинович       | 10540  | 20,72 %   |
|                            | ЛДПР                       | Худоренко Владимир Александрович | 8028   | 15,78 %   |
| Недействительные бюллетени | Недействительные бюллетени | Недействительные бюллетени       | 2575   |           |
| Всего голосов:             | Всего голосов:             | Всего голосов:                   | 50870  | 100,00    |

Явка избирателей: 51,46 %.

#### Назаровский одномандатный округ № 12
| Партия                     | Партия                     | Кандидат                    | Голоса | % голосов |
| -------------------------- | -------------------------- | --------------------------- | ------ | --------- |
|                            | Единая Россия              | Исаев Валерий Андреевич     | 36882  | 80,11 %   |
|                            | ЛДПР                       | Швемлер Артем Александрович | 7072   | 15,36 %   |
| Недействительные бюллетени | Недействительные бюллетени | Недействительные бюллетени  | 2085   |           |
| Всего голосов:             | Всего голосов:             | Всего голосов:              | 46039  | 100,00    |

Явка избирателей: 51,50 %.

#### Балахтинский одномандатный округ № 13
| Партия                     | Партия                     | Кандидат                       | Голоса | % голосов |
| -------------------------- | -------------------------- | ------------------------------ | ------ | --------- |
|                            | Единая Россия              | Мельниченко Борис Владимирович | 27510  | 51,74 %   |
|                            | Справедливая Россия        | Балтаков Николай Николаевич    | 18373  | 34,55 %   |
|                            | ЛДПР                       | Бахов Александр Борисович      | 5633   | 10,59 %   |
| Недействительные бюллетени | Недействительные бюллетени | Недействительные бюллетени     | 1656   |           |
| Всего голосов:             | Всего голосов:             | Всего голосов:                 | 53172  | 100,00    |

Явка избирателей: 54,92 %.

#### Минусинский одномандатный округ № 14
| Партия                     | Партия                     | Кандидат                      | Голоса | % голосов |
| -------------------------- | -------------------------- | ----------------------------- | ------ | --------- |
|                            | Единая Россия              | Зырянов Владислав Валерьевич  | 29357  | 55,64 %   |
|                            | КПРФ                       | Кованов Сергей Петрович       | 13900  | 26,34 %   |
|                            | ЛДПР                       | Ратахин Александр Анатольевич | 4198   | 7,96 %    |
|                            | самовыдвижение             | Резаев Александр Яковлевич    | 3141   | 5,95 %    |
| Недействительные бюллетени | Недействительные бюллетени | Недействительные бюллетени    | 2168   |           |
| Всего голосов:             | Всего голосов:             | Всего голосов:                | 52764  | 100,00    |

Явка избирателей: 51,52 %.

#### Курагинский одномандатный округ № 15
| Партия                     | Партия                     | Кандидат                    | Голоса | % голосов |
| -------------------------- | -------------------------- | --------------------------- | ------ | --------- |
|                            | Единая Россия              | Зяблов Сергей Филиппович    | 28558  | 50,78 %   |
|                            | КПРФ                       | Шорохов Геннадий Николаевич | 14977  | 26,63 %   |
|                            | ЛДПР                       | Грибов Александр Иванович   | 6331   | 11,26 %   |
|                            | самовыдвижение             | Русских Сергей Витальевич   | 2029   | 3,61 %    |
|                            | самовыдвижение             | Алборов Эдуард Заурович     | 1904   | 3,39 %    |
| Недействительные бюллетени | Недействительные бюллетени | Недействительные бюллетени  | 2437   |           |
| Всего голосов:             | Всего голосов:             | Всего голосов:              | 56236  | 100,00    |

Явка избирателей: 52,99 %.

#### Рыбинский одномандатный округ № 16
| Партия                     | Партия                     | Кандидат                       | Голоса | % голосов |
| -------------------------- | -------------------------- | ------------------------------ | ------ | --------- |
|                            | Единая Россия              | Лыспак Александр Иванович      | 19360  | 36,59 %   |
|                            | КПРФ                       | Слонов Алексей Павлович        | 13155  | 24,86 %   |
|                            | Справедливая Россия        | Шавкун Александр Николаевич    | 9306   | 17,59 %   |
|                            | ЛДПР                       | Деревягин Андрей Александрович | 8700   | 16,44 %   |
| Недействительные бюллетени | Недействительные бюллетени | Недействительные бюллетени     | 2386   |           |
| Всего голосов:             | Всего голосов:             | Всего голосов:                 | 52907  | 100,00    |

Явка избирателей: 55,68 %.

#### Канский одномандатный округ № 17
| Партия                     | Партия                     | Кандидат                        | Голоса | % голосов |
| -------------------------- | -------------------------- | ------------------------------- | ------ | --------- |
|                            | Единая Россия              | Креминский Николай Анатольевич  | 17673  | 40,48 %   |
|                            | Справедливая Россия        | Осипова Татьяна Юрьевна         | 13277  | 30,41 %   |
|                            | ЛДПР                       | Печерский Юрий Андреевич        | 6262   | 14,34 %   |
|                            | самовыдвижение             | Шелковников Андрей Валентинович | 4006   | 9,18 %    |
| Недействительные бюллетени | Недействительные бюллетени | Недействительные бюллетени      | 2437   |           |
| Всего голосов:             | Всего голосов:             | Всего голосов:                  | 43655  | 100,00    |

Явка избирателей: 43,46 %.

#### Уярский одномандатный округ № 18
| Партия                     | Партия                     | Кандидат                       | Голоса | % голосов |
| -------------------------- | -------------------------- | ------------------------------ | ------ | --------- |
|                            | Единая Россия              | Рейнгардт Владимир Гарольдович | 21385  | 46,31 %   |
|                            | самовыдвижение             | Захаров Игорь Евгеньевич       | 11549  | 25,01 %   |
|                            | ЛДПР                       | Старцев Сергей Николаевич      | 6199   | 13,42 %   |
|                            | самовыдвижение             | Тоцкий Иван Александрович      | 4867   | 10,54 %   |
| Недействительные бюллетени | Недействительные бюллетени | Недействительные бюллетени     | 2179   |           |
| Всего голосов:             | Всего голосов:             | Всего голосов:                 | 46179  | 100,00    |

Явка избирателей: 50,57 %.

#### Богучанский одномандатный округ № 19
| Партия                     | Партия                     | Кандидат                         | Голоса | % голосов |
| -------------------------- | -------------------------- | -------------------------------- | ------ | --------- |
|                            | Единая Россия              | Симановский Александр Алексеевич | 25244  | 50,36 %   |
|                            | Справедливая Россия        | Сурин Анатолий Михайлович        | 8601   | 17,16 %   |
|                            | ЛДПР                       | Смолин Александр Валерьевич      | 7769   | 15,50 %   |
|                            | самовыдвижение             | Иванов Сергей Валентинович       | 6637   | 13,24 %   |
| Недействительные бюллетени | Недействительные бюллетени | Недействительные бюллетени       | 1877   |           |
| Всего голосов:             | Всего голосов:             | Всего голосов:                   | 50128  | 100,00    |

Явка избирателей: 52,92 %.

#### Лесосибирский одномандатный округ № 20
| Партия                     | Партия                     | Кандидат                       | Голоса | % голосов |
| -------------------------- | -------------------------- | ------------------------------ | ------ | --------- |
|                            | КПРФ                       | Дьяков Александр Александрович | 15599  | 32,30 %   |
|                            | Единая Россия              | Золотарев Борис Николаевич     | 12514  | 25,91 %   |
|                            | Справедливая Россия        | Шевцов Владимир Викторович     | 6459   | 13,37 %   |
|                            | ЛДПР                       | Бекчурин Олег Игоревич         | 5858   | 12,13 %   |
|                            | самовыдвижение             | Власова Лариса Юрьевна         | 5186   | 10,74 %   |
|                            | самовыдвижение             | Елисеев Олег Викторович        | 846    | 1,75 %    |
| Недействительные бюллетени | Недействительные бюллетени | Недействительные бюллетени     | 1834   |           |
| Всего голосов:             | Всего голосов:             | Всего голосов:                 | 48296  | 100,00    |

Явка избирателей: 46,37 %.

#### Норильский одномандатный округ № 21
| Партия                     | Партия                     | Кандидат                    | Голоса | % голосов |
| -------------------------- | -------------------------- | --------------------------- | ------ | --------- |
|                            | Единая Россия              | Самохин Андрей Николаевич   | 15193  | 48,30 %   |
|                            | КПРФ                       | Завацкая Людмила Николаевна | 5857   | 18,62 %   |
|                            | ЛДПР                       | Галицкая Ольга Владимировна | 4754   | 15,11 %   |
|                            | Справедливая Россия        | Сахно Евгений Витальевич    | 4016   | 12,77 %   |
| Недействительные бюллетени | Недействительные бюллетени | Недействительные бюллетени  | 1633   |           |
| Всего голосов:             | Всего голосов:             | Всего голосов:              | 31453  | 100,00    |

Явка избирателей: 45,71 %.

#### Талнахский одномандатный округ № 22
| Партия                     | Партия                     | Кандидат                      | Голоса | % голосов |
| -------------------------- | -------------------------- | ----------------------------- | ------ | --------- |
|                            | Единая Россия              | Магомедова Людмила Васильевна | 15783  | 50,31 %   |
|                            | КПРФ                       | Полежаев Петр Иванович        | 6388   | 20,36 %   |
|                            | ЛДПР                       | Андрушко Михаил Михайлович    | 4909   | 15,65 %   |
|                            | Справедливая Россия        | Биглова Равия Раиловна        | 2836   | 9,04 %    |
| Недействительные бюллетени | Недействительные бюллетени | Недействительные бюллетени    | 1458   |           |
| Всего голосов:             | Всего голосов:             | Всего голосов:                | 31374  | 100,00    |

Явка избирателей: 43,60 %.

#### Таймырский двухмандатный округ № 23
| Партия                     | Партия                     | Кандидат                      | Голоса | % голосов |
| -------------------------- | -------------------------- | ----------------------------- | ------ | --------- |
|                            | Единая Россия              | Вэнго Валерий Хольмович       | 5128   | 39,62 %   |
|                            | Единая Россия              | Фокин Николай Андреевич       | 3505   | 27,08 %   |
|                            | КПРФ                       | Иванов Александр Викторович   | 2106   | 16,27 %   |
|                            | ЛДПР                       | Козицына Татьяна Петровна     | 1105   | 8,54 %    |
|                            | ЛДПР                       | Шагиахметова Елена Михайловна | 482    | 3,72 %    |
| Недействительные бюллетени | Недействительные бюллетени | Недействительные бюллетени    | 616    |           |
| Всего голосов:             | Всего голосов:             | Всего голосов:                | 12942  | 100,00    |

Явка избирателей: 49,89 %.

#### Эвенкийский двухмандатный округ № 24
| Партия                     | Партия                     | Кандидат                     | Голоса | % голосов |
| -------------------------- | -------------------------- | ---------------------------- | ------ | --------- |
|                            | Единая Россия              | Амосов Анатолий Егорович     | 2310   | 34,96 %   |
|                            | Единая Россия              | Ребрик Иван Иванович         | 1415   | 21,41 %   |
|                            | Справедливая Россия        | Гаюльский Артур Иванович     | 1414   | 21,40 %   |
|                            | самовыдвижение             | Хоменко Владимир Денисович   | 508    | 7,69 %    |
|                            | КПРФ                       | Ботулу Владлен Александрович | 447    | 6,76 %    |
|                            | самовыдвижение             | Москальченко Олег Викторович | 240    | 3,63 %    |
| Недействительные бюллетени | Недействительные бюллетени | Недействительные бюллетени   | 274    |           |
| Всего голосов:             | Всего голосов:             | Всего голосов:               | 6608   | 100,00    |

Явка избирателей: 51,75 %.